# Omega X: Az arc
Az arc az Omega együttes tizedik magyar stúdióalbuma, a space rock korszakot követő újabb stílusváltás jegyében készült. Angol változata némileg eltérő anyaggal Working címmel jelent meg.

## Kiadások
| Év   | Kiadó           | Formátum | Sorszám    | Megjegyzések |
| ---- | --------------- | -------- | ---------- | --- |
| 1981 | MHV Pepita      | LP       | SLPX 17690 | Az eredeti bakelitlemezes kiadáshoz egy kicsi, fehér színű melléklet (Insert) is járt, mely a dalok címeit tartalmazta.         |
| 1981 | MHV             | MC       |            | |
| 1993 | Hungaroton Mega | CD       | 93/M-091   | |
| 1994 | Hungaroton Mega | CD       | HCD 17690  | Égi vándor 1974–1981 – Az Omega összes nagylemeze II..                                                                          |
| 2004 | Hungaroton Mega | CD       | HCD17690   | Felújított kiadás angol bónuszdalokkal, az Antológia vol. 4. 1980–1985 – Synth rock albumok részeként és önállóan is megjelent. |
| 2015 | Hungaroton      | CD       |            | LP Anthology – Az Omega első 13 albumának gyűjteményes kiadása, az eredeti lemezek hangzásával és dallistájával.                |

## Dalok
A dalokat kollektíven az Omega jegyzi zeneszerzőként, szövegíró Sülyi Péter (kivétel az instrumentális Nazca).

### Első oldal
1. Életfogytig rock 'n roll
2. Kemény játék
3. Az arc
4. A nagy folyó
5. Nazca
6. A fényképésznél

### Második oldal
1. A holló
2. A fehér holló
3. Az üzenet
4. Tizenhat évesen
5. A mixer
6. A látogató

### Bónusz a 2004-es kiadáson
A 2004-ben az Antológia-sorozatban megjelent felújított kiadásra felkerült két dal az angol nyelvű Working albumról. Ezek szövegét Tony Carey írta.
1. Machines (A fényképésznél)
2. So Long

## Közreműködött
- Benkő László – billentyűs hangszerek
- Debreczeni Ferenc – dob, ütőhangszerek
- Kóbor János – ének, vokál
- Mihály Tamás – basszusgitár
- Molnár György – gitár